# Condado de Montgomery (Iowa)
El condado de Montgomery (en inglés: Montgomery County, Iowa), fundado en 1851, es uno de los 99 condados del estado estadounidense de Iowa. En el año 2000 tenía una población de 11 771 habitantes con una densidad poblacional de 11 personas por km². La sede del condado es Red Oak.

## Geografía
Según la Oficina del Censo, el condado tiene un área total de 1100 km² (424,7 mi²), de la cual 1098 km² (423,9 mi²) es tierra y 2 km² (0,8 mi²) es agua.

### Condados adyacentes
- Condado de Pottawattamie noroeste
- Condado de Cass noreste
- Condado de Adams este
- Condado de Page sur
- Condado de Mills oeste

## Demografía
En el 2000 la renta per cápita promedia del condado era de $33 214, y el ingreso promedio para una familia era de $40 129. El ingreso per cápita para el condado era de $16 373. En 2000 los hombres tenían un ingreso per cápita de $28 531 contra $20 835 para las mujeres. Alrededor del 9.10% de la población estaba bajo el umbral de pobreza nacional.
| 1900   | 1910   | 1920   | 1930   | 1940   | 1950   | 1960   | 1970   | 1980   | 1990   | 2000   |
| ------ | ------ | ------ | ------ | ------ | ------ | ------ | ------ | ------ | ------ | ------ |
| 17 803 | 16 604 | 17 048 | 16 752 | 15 697 | 15 685 | 14 467 | 12 781 | 13 413 | 12 076 | 11 771 |

## Lugares

### Ciudades y pueblos
- Coburg
- Elliott
- Grant
- Red Oak
- Stanton
- Villisca

### Comunidades no incorporadas
- Pittsburg

### Principales carreteras
- U.S. Highway 34
- U.S. Highway 71
- Carretera de Iowa 48